# Acronicta cinerea
Acronicta cinerea is een vlinder uit de familie uilen (Noctuidae). De wetenschappelijke naam is voor het eerst geldig gepubliceerd in 1766 door Hufnagel.
De soort komt voor in Europa.

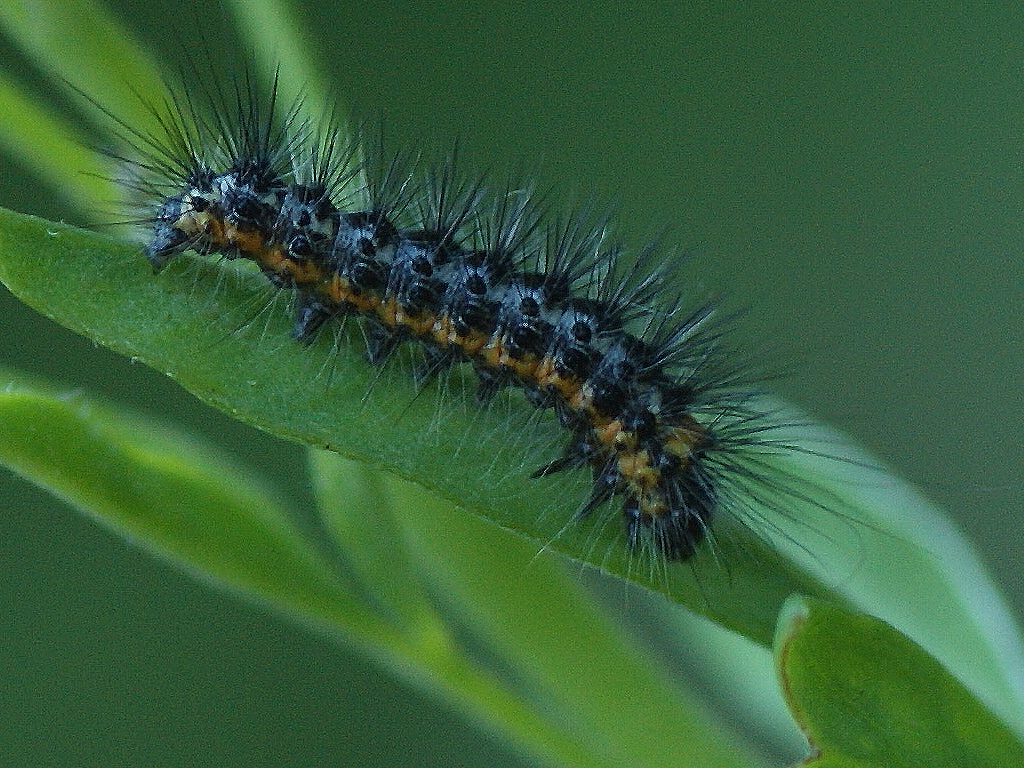
Jong
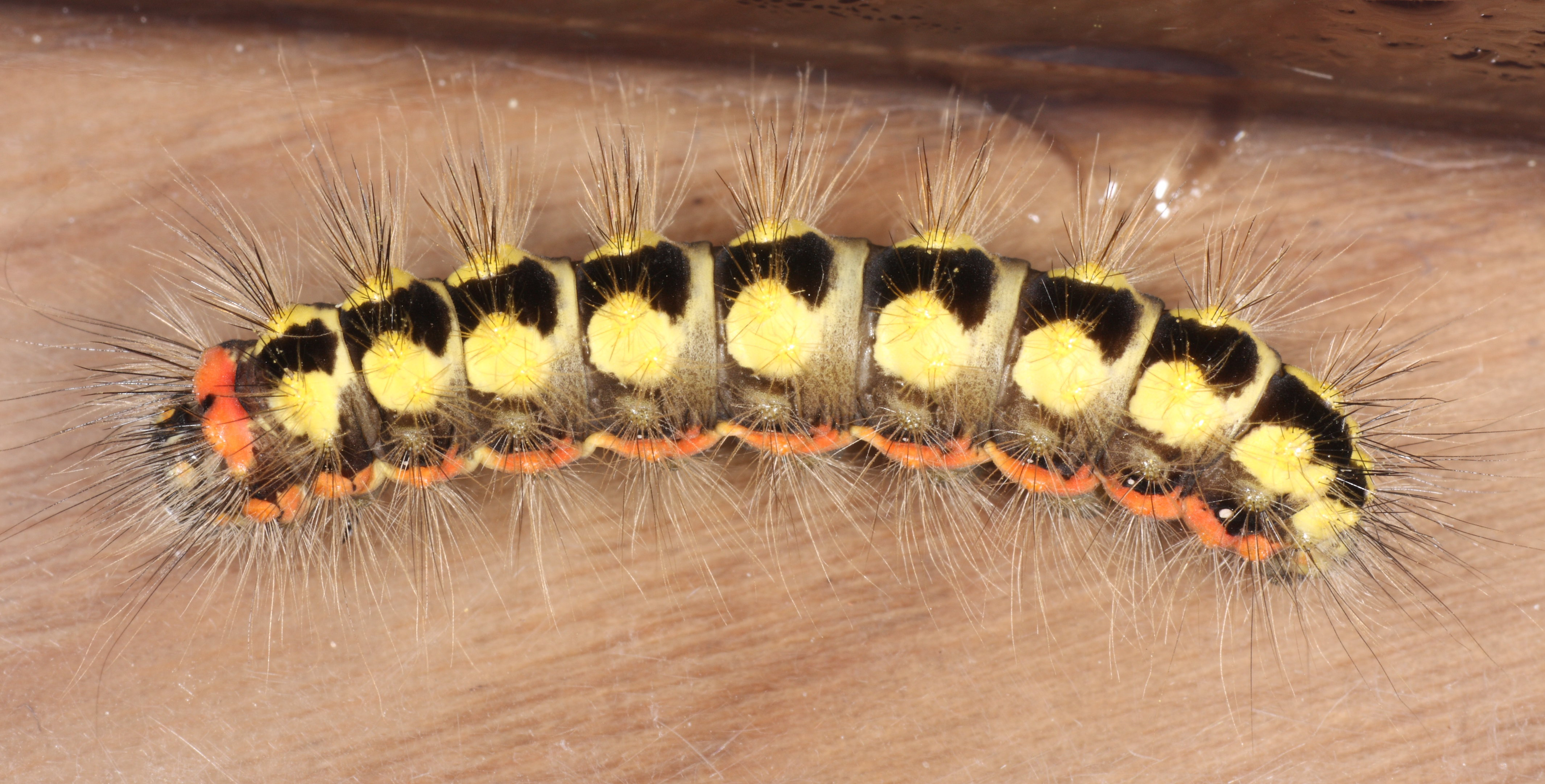
Klaar voor de volgende fase
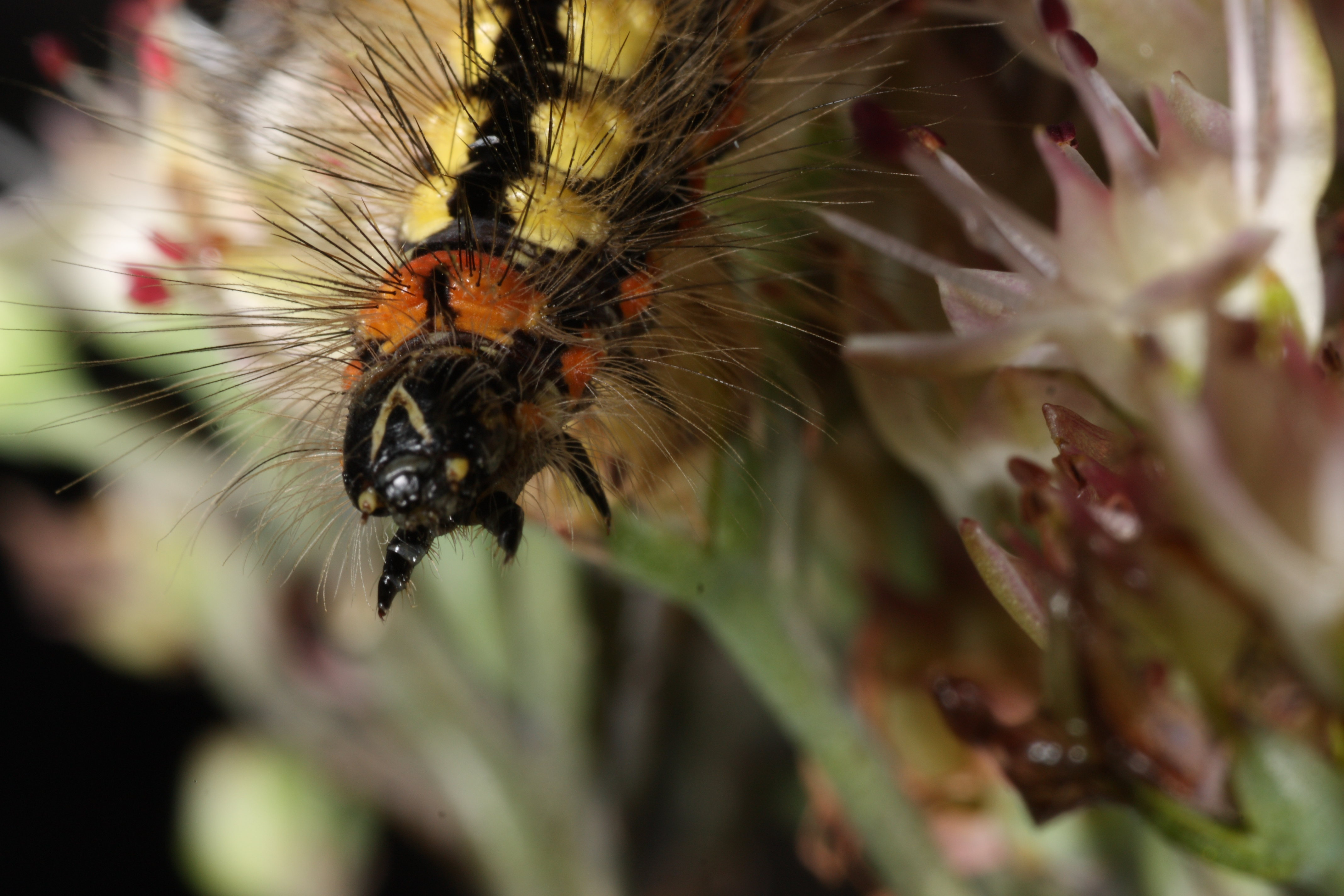
Hoofd tekening